# Revolutionäre Situation
Eine revolutionäre Situation ist in den Begriffen des Leninismus bzw. Marxismus-Leninismus Auslöser einer Revolution, in der sich die „offene Empörung ausgebeuteter Massen“ Bahn bricht. Notwendigerweise gehören zu einer solchen Situation objektive Merkmale, die nicht künstlich durch eine Partei oder Gruppe herbeigeführt werden können, sondern eine Folge der Verarmung, Ermordung oder Entrechtung sehr großer Bevölkerungsteile oder sogar der Bevölkerungsmehrheit seien. Der Begriff ist Bestandteil der Revolutionstheorie.
Als Beispiele gelten für Lenin:
- die Vorgeschichte der Pariser Kommune, die zu einer bürgerlich-demokratischen Revolution führte
- die Situation im Deutschen Reich gegen Ende des Ersten Weltkriegs mit der Folge der Novemberrevolution
- die politische Lage im Russischen Reich vor der Oktoberrevolution

## Hauptmerkmale
Die drei „objektiven Merkmale“ einer revolutionären Situation sind nach Lenin:
1. „Die Unmöglichkeit für die herrschenden Klassen, ihre Herrschaft in unveränderter Form aufrechtzuerhalten; diese oder jene Krise der ‚Spitzen‘, Krise der Politik der herrschenden Klasse, die einen Riß erzeugt, durch den die Unzufriedenheit und Empörung der unterdrückten Klassen hervorbricht.“
2. „Verschärfung der Not und des Elends der unterdrückten Klassen über das gewohnte Maß hinaus.“
3. „Beträchtliche – aus den angeführten Ursachen sich herleitende Steigerung der Aktivität der Massen, die durch die Verhältnisse der Krise zur […] selbständigen historischen Aktion herangezogen werden.“

Außerdem entwickelte Lenin in seinem Werk Was tun? auch eine Lehre von den „subjektiven Merkmalen“ der revolutionären Situation, durch welche eine sich objektiv anbahnende Revolution beschleunigt werden könne: z. B. durch den Aufbau einer proletarischen Partei, die bereit sei, die Führung zu übernehmen. Diese seine Lehren setzten Lenin und die Bolschewiki in die Praxis um, siehe Russische Revolution und Oktoberrevolution.
Lenin wird oft mit folgendem Satz zitiert: „Eine revolutionäre Situation gibt es dann, wenn die oben nicht mehr können und die unten nicht mehr wollen“.